# Keur Ngor
Keur Ngor (Sérère: Mbin o Ngoor ou Mbin o Ngor ) est un village du Sénégal de la communauté rurale de Wack Ngouna, région de Kaolack, situé à quelques kilomètres de Fatick.